# Shimabara-opstand

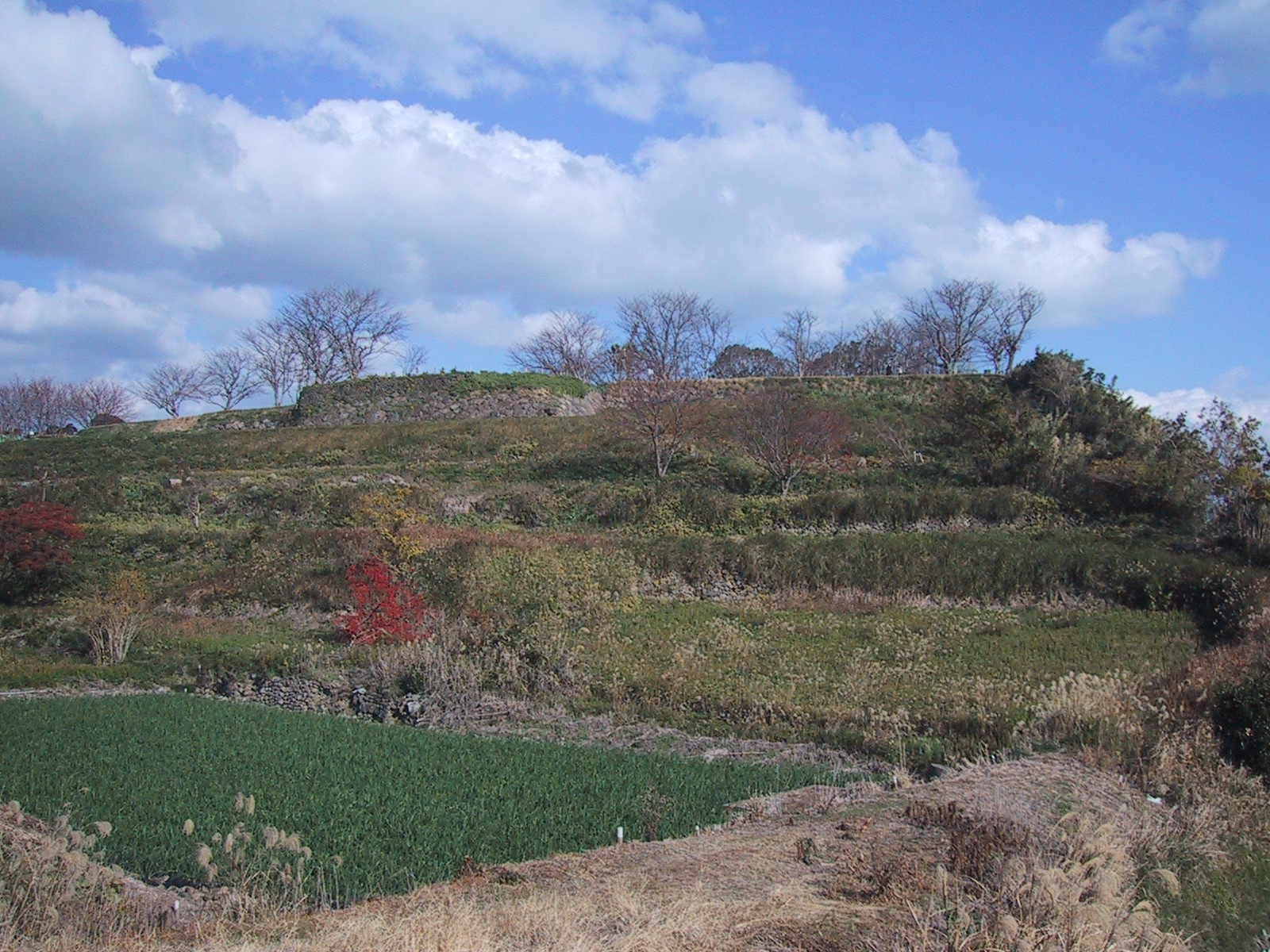
De resten van het Hara kasteel

De Shimabara-opstand (島原の乱, Shimabara no ran) was een opstand van merendeels Japanse boeren, de meesten katholieke christenen, gedurende 1637-1638 tijdens de Edoperiode. In de nasleep van de bouw van een nieuw fort van de Matsukura-clan in Shimabara werden de belastingen drastisch verhoogd, wat woede uitlokte van lokale boeren en onafhankelijke samoerai. Bovendien verergerde de religieuze vervolging tegen de plaatselijke christenen de ontevredenheid, wat leidde tot een openlijke opstand in 1637. Het Tokugawa-shogunaat stuurde een leger van meer dan 125.000 man om de opstand te onderdrukken, en na een langdurige belegering van de rebellen in het kasteel Hara, versloegen ze hen. In de nasleep van de opstand werd de rebellenleider Amakusa Shiro onthoofd, en de vervolging van het christendom onverbiddelijk afgedwongen. Japans beleid van nationale afzondering werd aangescherpt, en vervolging van het christendom voortgezet tot de jaren 1850. Het neerslaan van de opstand betekende feitelijk ook het eind van de missie van de jezuïeten in Japan.

## Aanleiding tot en uitbreken van de opstand
Halverwege de jaren 1630 stonden de boeren van het schiereiland Shimabara en de Amakusa-eilanden op tegen hun heren omdat ze ontevreden waren over de hoge belasting en de hongersnood. Dit gebeurde in het bijzonder op het grondgebied dat werd geregeerd door twee heren: Matsukura Katsuie van het Shimabara-domein en Terasawa Katataka van het Karatsu-domein. Hoewel veel historici de opstand uitleggen als een religieuze opstand, gaan zij voorbij aan de vraagstukken over de ontevredenheid door de hongersnood en hoge belasting. Onder de betrokkenen waren ook vissers, ambachtslieden en handelaren. Toen de opstand zich uitbreidde, sloten onafhankelijke samoerai, die ooit families hadden gediend die vroeger in het gebied leefden, zoals de Amakusa en Shiki, zich daar bij aan, evenals de voormalige Arima Konishi beambten. Daarom is het beeld van een volledige "boeren"-opstand ook niet helemaal juist.
Shimabara was ooit het domein van de vorstelijke familie Arima, die christen was, en als gevolg daarvan waren veel plaatselijke inwoners ook christen. De Arima werden in 1614 weggestuurd en vervangen door de Matsukura. De nieuwe heer, Matsukura Shigemasa, hoopte in de hiërarchie van het shogunaat te stijgen, en daarom was hij betrokken bij diverse bouwprojecten, waaronder de bouw en uitbreiding van het Edokasteel, evenals een geplande invasie van Luzon. Hij bouwde ook een nieuw kasteel op Shimabara. Als gevolg daarvan plaatste hij een sterk onevenredige belastingdruk op de mensen van zijn nieuwe domein, en wekte verder verbolgenheid door een onverbiddelijke vervolging van het christendom. Zelfs de VOC'ers, die een handelspost in de buurt hadden en anti-katholiek waren, schrokken van de buitensporige repressie. Dit beleid werd voortgezet door Katsuie, de erfgenaam van Shigemasa.
De bewoners van de Amakusa-eilanden, die deel hadden uitgemaakt van het leengoed van Konishi Yukinaga, ondergingen eenzelfde soort vervolging door de Terasawa-familie, die net als de Matsukura daar naartoe waren verhuisd. Andere onafhankelijke samoerai in de regio waren voormalige bedienden van Kato Tadahiro en Sassa Narimasa, die beiden ooit delen van de provincie Higo bestuurden.

## De opstand

### Het ontstaan van de opstand

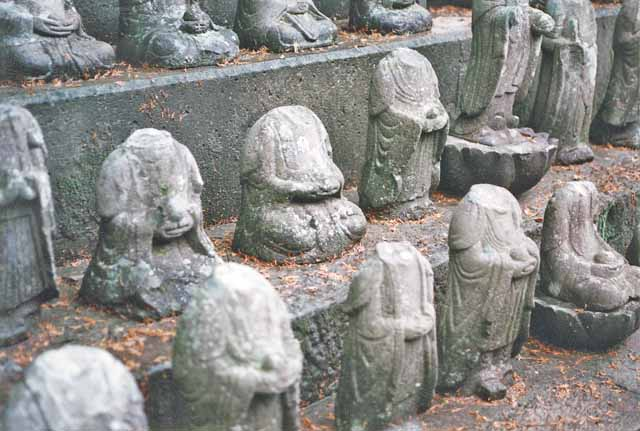
Boeddhistische beelden van Jizo, de bosatsu van genade, onthoofd door opstandige christenen.

De ontevreden onafhankelijke samoerai in het gebied begonnen, net als de boeren, elkaar in het geheim te ontmoeten en een opstand te beramen, die uitbrak in de herfst van 1637, toen de lokale daikan (belasting ambtenaar) Hayashi Hyōzaemon werd vermoord. Tegelijkertijd kwamen anderen in opstand op de Amakusa-eilanden. De rebellen namen snel in aantal toe door iedereen in de overwonnen gebieden te dwingen zich aan te sluiten bij de opstand. Een charismatische 16-jarige jongeman, Amakusa Shiro, werd al snel gekozen als leider van de opstand.
De rebellen belegerden de kastelen Tomioka en Hondo van de Terasawa-clan, maar net voordat de kastelen op het punt stonden te vallen, arriveerden legers uit de naburige domeinen in Kyushu, en dwongen hen zich terug te trekken. De rebellen staken vervolgens de Ariake-zee over en belegerden kort Matsukura Katsuie's kasteel Shimabara, maar werden opnieuw afgeslagen. Toen verzamelden zij zich op de plaats van het ontmantelde kasteel Hara, dat het kasteel was van de Arima-clan vóór hun verhuizing naar het Nobeoka-domein. Ze richtten palissaden op met het hout van de boten waarmee ze waren overgevaren, en ze werden bijzonder geholpen bij hun voorbereidingen door de wapens, munitie, en middelen die zij hadden geplunderd uit opslagplaatsen van de Matsukura-clan.

### Beleg van Hara-kasteel

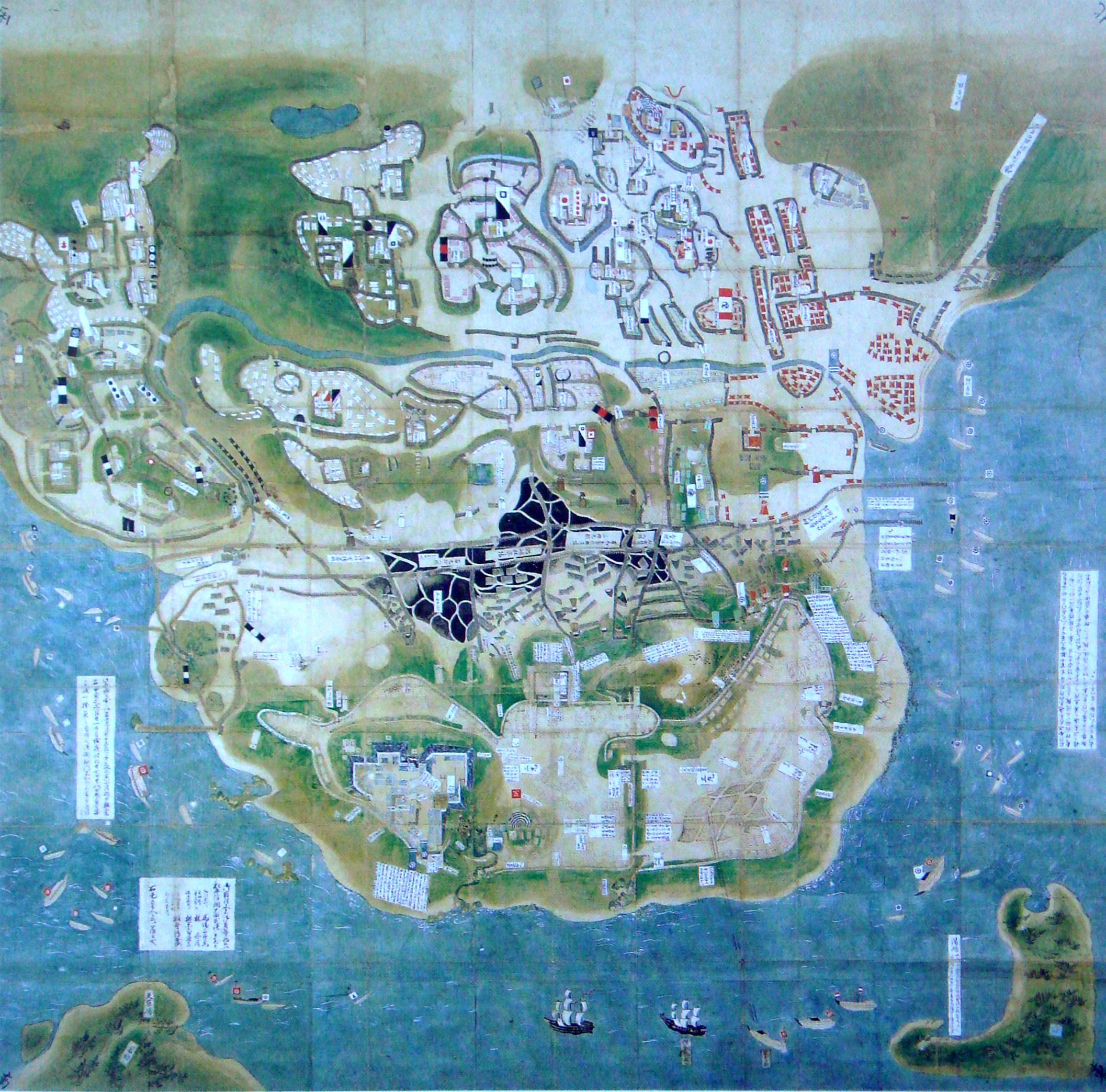
Kaart van de belegering van het Hara kasteel.

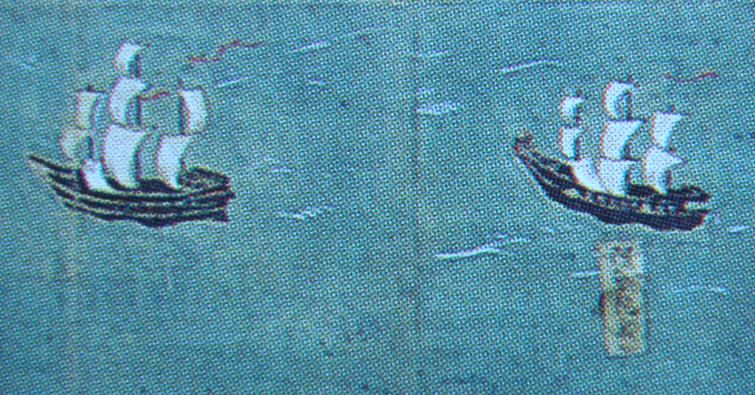
VOC-schepen bij het beleg (detail).

De geallieerde legers van de lokale domeinen, onder het commando Itakura Shigemasa van het Tokugawa-shogunaat, begonnen daarna hun belegering van het kasteel Hara. De zwaardvechter Miyamoto Musashi was aanwezig in het aanvallende leger als adviseur voor Hosokawa Tadatoshi.
Zij vroegen vervolgens om steun bij de Nederlanders. Nicolaes Coeckebacker, opperhoofd van de VOC-handelspost op Hirado, zorgde voor kruit en kanonnen, en toen het shogunaat verzocht een schip te sturen, begeleidde hij persoonlijk het schip de Ryp naar een positie op zee voor het kasteel Hara. De kanonnen die eerder waren gestuurd werden in een batterij opgesteld en een intensief bombardement van het kasteel begon, zowel vanaf de kanonnen op de wal als van de twintig kanonnen van de Ryp. Deze kanonnen losten zonder veel resultaat circa 425 schoten in een tijdsbestek van vijftien dagen en twee Nederlandse wachten werden gedood door de rebellen. Van het kasteel werd een pijl met een brief geschoten met de tekst:

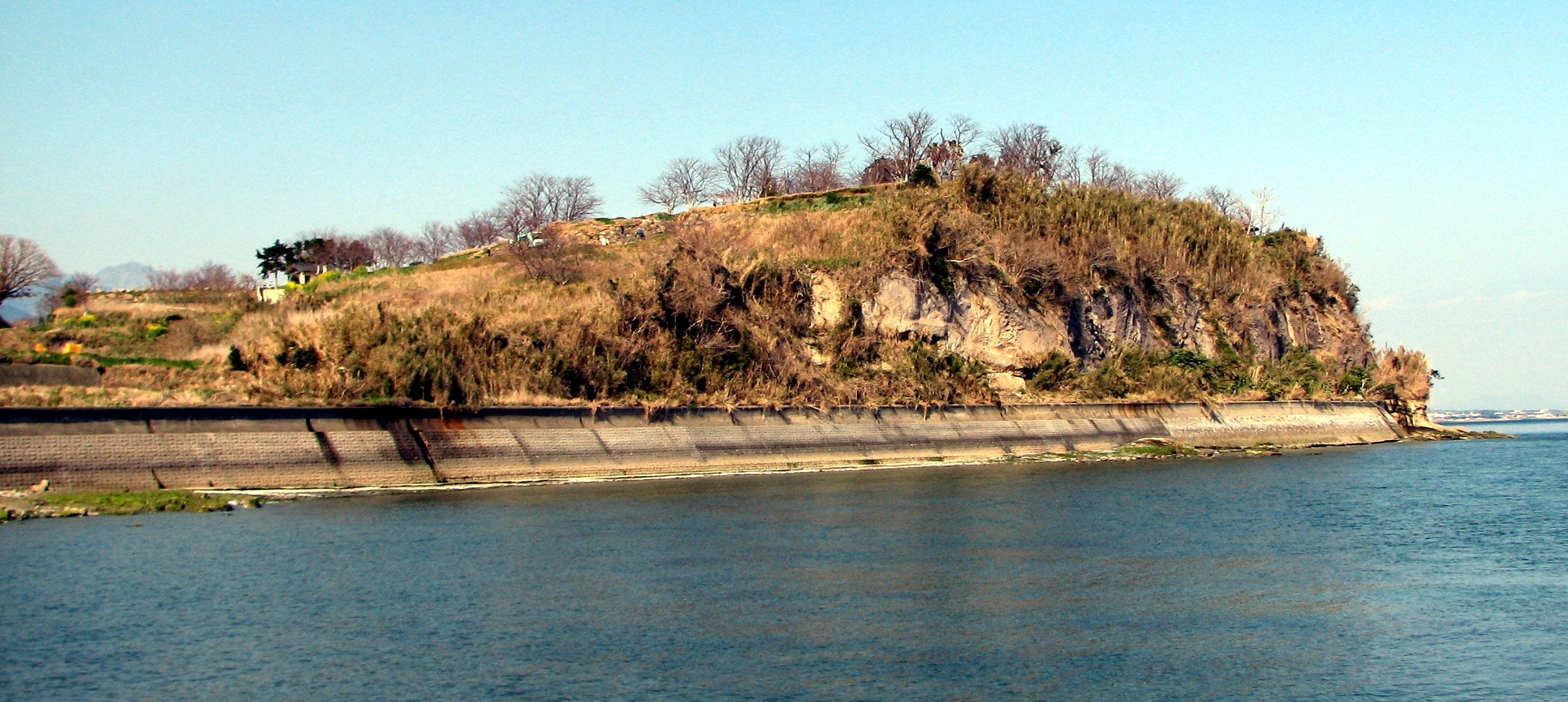
De ruïnes van het kasteel Hara, gezien vanaf de zee

Of er geen brave (moedige) soldaten meer in het land waren om hen te bestrijden, en zij zich niet schaamden de hulp van vreemden tegen hun gering aantal in te roepen?
 De Nederlanders trokken zich vooraf aan de bestorming terug.

### Laatste slag en nederlaag
Bij een poging om het kasteel in te nemen werd Itakura Shigemasa gedood. Nieuwe troepen van het shogunaat onder aanvoering van Matsudaira Nobutsuna, de vervanger van Itakura, arriveerden snel. De rebellen in het kasteel Hara weerstonden het beleg echter gedurende meerdere maanden en veroorzaakten zware verliezen aan het shogunaat. Beide partijen hadden het moeilijk om onder winterse omstandigheden te strijden. Op 3 februari 1638 werd bij een aanval van de opstandelingen 2000 krijgers uit het Hizen gebied gedood. Ondanks deze kleine overwinning raakten de rebellen langzaam zonder voedsel, munitie en andere middelen.
In april 1638 waren er meer dan 27.000 rebellen die tegenover ongeveer 125.000 soldaten van het shogunaat stonden. Wanhopige rebellen voerden tegen hen een aanval uit op 4 april maar waren gedwongen zich terug te trekken. Gevangengenomen rebellen en de (volgens geruchten) enige verrader, Yamada Uemonsaku, brachten aan het licht dat de vesting zonder eten en buskruit zat.
Op 12 april 1638 bestormden troepen onder het commando van de Kuroda-clan van Hizen het fort en veroverden de buitenste verdediging. De rebellen hielden stand en veroorzaakten zware verliezen totdat ze op 15 april op de vlucht werden gedreven.

### Legers op Shimabara
De Shimabara-opstand was de eerste massieve militaire inspanning na het beleg van Osaka, waar het shogunaat leiding gaf aan een geallieerd leger bestaande uit troepen uit verschillende regio's. De eerste algemene commandant, Itakura Shigemasa, had 800 man onder zijn bevel; zijn vervanger, Matsudaira Nobutsuna, had er 1.500. Vice-commandant Toda Ujikane had 2.500 van zijn eigen troepen. Van het Shimabara-domein waren ook 2.500 samoerai beschikbaar. Het grootste deel van het leger van het shogunaat werd betrokken van naburige domeinen van Shimabara. Het grootste aantal, meer dan 35.000 man, kwam uit het Saga-domein, en stond onder het commando van Nabeshima Katsushige. Op de tweede plaats kwamen de troepen van de Kumamoto- en Fukuoka-domeinen; respectievelijk 23.500 mannen onder Hosokawa Tadatoshi en 18.000 man onder Kuroda Tadayuki. Van het Kurume-domein kwamen 8300 mannen onder Arima Toyouji, van het Yanagawa-domein 5500 mannen onder Tachibana Muneshige, van het Karatsu-domein, 7570 onder Terasawa Katataka, van Nobeoka 3300 onder Arima Naozumi, van Kokura 6000 onder Ogasawara Tadazane en zijn senior-beambte Takada Matabei; uit Nakatsu 2500 onder Ogasawara Nagatsugu; van Bungo-Takada 1500 onder Matsudaira Shigenao, en uit Kagoshima 1000 onder Yamada Arinaga, een senior-beambte van de Shimazu-clan. De enige troepen die niet uit Kyushu kwamen, afgezien van de persoonlijke troepen van de commandanten, waren 5600 mannen uit het Fukuyama-domein onder het commando van Mizuno Katsunari, Katsutoshi, en Katsusada. Er was ook een klein aantal troepen uit diverse andere plaatsen van in totaal 800 man. In totaal bestond het leger van het shogunaat uit meer dan 125.800 man. Daar tegenover is de sterkte van de rebellen niet precies bekend. Het aantal strijders was naar schatting meer dan 14.000 man, het aantal overige personen die in het kasteel tijdens de belegering beschutting zochten was meer dan 13.000. Eén bron schat de totale omvang van de rebellen ergens tussen 27.000 en 37.000, een fractie van de troepenmacht van het shogunaat.

## Nasleep
Nadat het kasteel viel onthoofdden de troepen van het shogunaat een geschatte 37.000 rebellen en sympathisanten. Amakusa Shiro's afgehakte hoofd werd meegenomen naar Nagasaki voor openbare vertoning en het gehele complex van het kasteel Hara werd tot aan de grond verbrand en samen met de lichamen van de doden begraven.
Het shogunaat vermoedde dat westerse katholieken betrokken waren geweest bij de verspreiding van de opstand en de Portugese handelaren werden uit het land verdreven. Het beleid van de nationale afzondering werd in 1639 strenger gemaakt. Een reeds bestaand verbod op de christelijke godsdienst werd daarna onverbiddelijk gehandhaafd en het christendom in Japan overleefde alleen door ondergronds te gaan. Voor de Nederlanders was de opstand de climax van hun strijd om commerciële suprematie met de Portugezen. Nog eeuwenlang moesten ze zich daarna in Europa verdedigen tegen hun wekenlange hulp in een aanval op christenen. Ze verweerden zich voornamelijk door te zeggen dat het niet een religieuze maar een burgeroorlog was geweest.
Voorts onthief het shogunaat na de opstand de clans die met militaire inspanningen hadden bijgedragen aan de strijd, van de voor de domeinen verplichte belasting op gebouwen. Matsukura Katsuie pleegde zelfmoord, en zijn domein werd overgedragen aan een andere heer, Kōriki Tadafusa. De Terazawa-clan overleefde, maar verloor alle domeinen.
Op het schiereiland Shimabara leden de meeste steden als gevolg van de opstand een ernstig verlies aan inwoners. Om de rijstvelden en andere oogsten in stand te houden werden immigranten uit andere delen van heel Japan gebracht om er zich te vestigen. Alle inwoners werden bij de lokale tempels geregistreerd, waarvan de priesters moesten instaan voor de religieuze overtuiging van hun leden. Na de opstand werd het boeddhisme sterk bevorderd in het gebied. Bepaalde gebruiken werden ingevoerd die tot de dag van vandaag uniek bleven voor dit gebied. Steden op het schiereiland Shimabara hebben ook een mengeling van dialecten als gevolg van de massale immigratie vanuit andere delen van Japan.
Afgezien van de regelmatig optredende lokale boerenopstanden was de Shimabara-opstand het laatste grote gewapende conflict in Japan tot aan de jaren 1860.